# Октомврийска революция (остров)
Остров октомврийска революция (на руски: Остров Октябрьской революции) е най-големият остров от архипелага Северна Земя, разположен между Карско море на запад и море Лаптеви на изток. Административно влиза в състава на Красноярски край на Русия.
Островът има овална форма, като на югоизток протока Шокалски (ширина 20 km) го отделя от остров Болшевик, а на северозапад и север протока Червена Армия – съответно от островите Пионер и Комсомолец. Площ 14 170 km2. Бреговете му са силно разчленени. На северното крайбрежие, дълбоко на юг се вдава фиорда Матусевич. Максимална височина връх Карпински 965 m. Около половината от площта на острова е заета от ледници, на места спускащи се до морето. На участъците свободни от ледена покривка име бедна полярна растителност и арктическа тундра.
От 1930 до 1932 г. руският геолог и полярен изследовател Георгий Ушаков, заедно с още трима сътрудници извършва детайлни географски, геоложки, хидрографски и картографски дейности на целия архипелаг Северна Земя, в т.ч. и на остров Октомврийска революция.

## Национален атлас на Русия
- О-ви Северна Земя; Архив на оригинала от 2020-08-05 в Wayback Machine.